# Gaspar Di Pizio
Gaspar Di Pizio (La Plata, Provincia de Buenos Aires, Argentina, 23 de febrero de 2000) es un futbolista argentino.  y su equipo actual es el Juan Aurich de la Liga 2.

## Clubes
| Club                    | País      | Año         |
| ----------------------- | --------- | ----------- |
| Estudiantes de La Plata | Argentina | 2020 - 2021 |
| Barnechea               | Chile     | 2021        |
| Juan Aurich             | Perú      | 2022 -      |